# Krefeld
Krefeld város Németországban, Észak-Rajna-Vesztfália szövetségi tartományban. A Ruhr-vidék egyik legfejlettebb városa. Fontos közlekedési csomópont.

## Elhelyezkedése
A Ruhr-vidéken, Düsseldorftól északkeletre, Duisburgtól nyugatra helyezkedik el. A Rajna bal partján fekszik.

## Éghajlat
Az átlagos évi csapadékmennyiség 762 mm. A januári középhőmérséklet 2,5 °C, a júliusi 18,5 °C, az évi 10,5 °C.

## Történelem

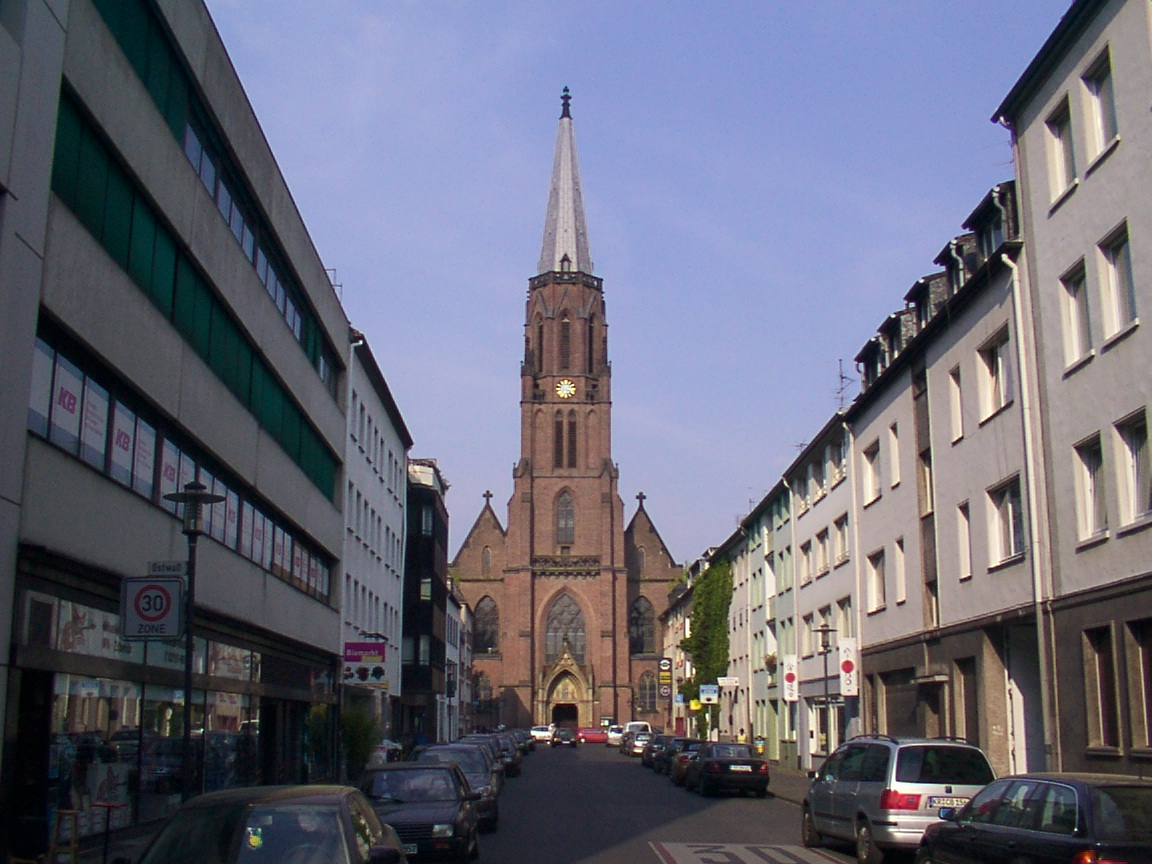
A katolikus templom

Először Tacitus említette római Castellumként, később 1105-ben Krinvelde néven volt említve. 1361-től vásárjogot, IV. Károlytól pedig 1373-ban városjogot kapott.
Fejlődése a 17. században kezdődött, miután a város egyike volt azoknak, akik megúszták a harmincéves háborút. A város túlnépesedett, ezért 1683-ban 30 német család elhagyta, és Philadelphiában telepedett le. 1702-ben, III. Vilmos halála után a város a Porosz Királyság része lett. 1872-ben önálló várossá vált, 1929-ben pedig egyesült Uerdingennel.
A város ma az Alsó-Rajna vidék egyik kulturális központja, a "bársony és a selyem városa". Jelentős a város gépgyártása vegyipara és élelmiszeripara is.

## Sport
- A város jégkorongcsapata a Krefeld Pinguine, 2003-ban bajnokságot nyert.
- A leghíresebb labdarúgócsapat a KFC Uerdingen, 1985-ben Német Kupa-győztes volt.
- A város gyeplabdacsapata a Crefelder HTC, férficsapata 2006-ban bajnok lett.

## Nevezetességek
- Linn-vár (Burg Linn) - Az alsó-rajnai tájat bemutató múzeum található benne.
- Krefeldi botanikus kert
- Városi szőttes gyüjtemény - a történeti értékű gyűjtemény 15 ezer darabból áll.
- Vilmos császár múzeum - érdekes iparművészeti gyűjteményt őriz.
- Hans Lange-múzeum - régi és modern művészet állandó kiállítása látható itt.
- Városháza (Rathaus) - rajnai klasszicista stílusban épült. 1893-ban. Az épület eleinte a von Leyen selyemszövő cég kastélya volt. A Krefeldnek a világban hírnevet szerző első selyemkészítő cégét a 17. század végén alapították a von der Leyen-fivérek.

## Galéria

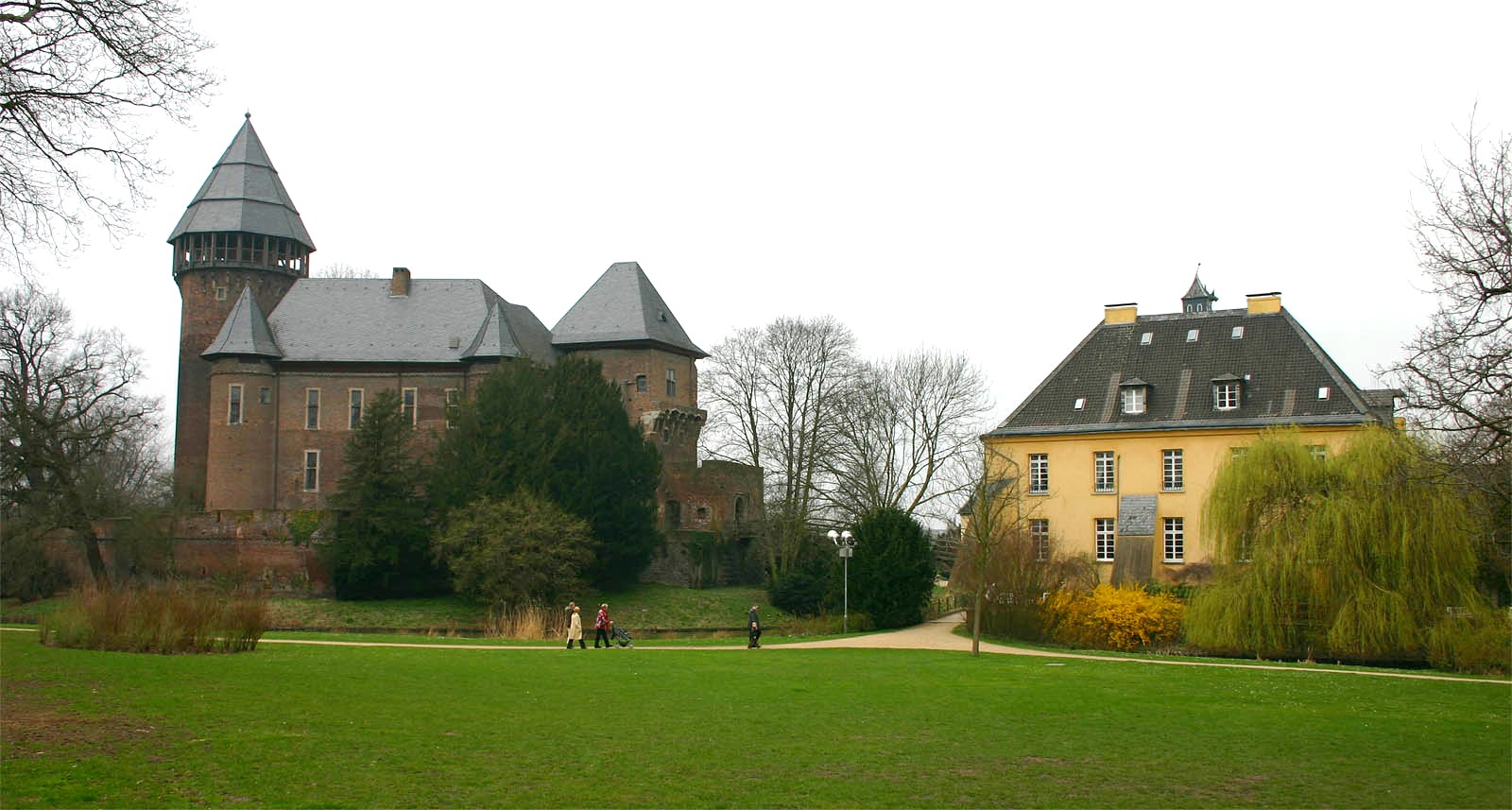
Linn vár (Burg Linn)
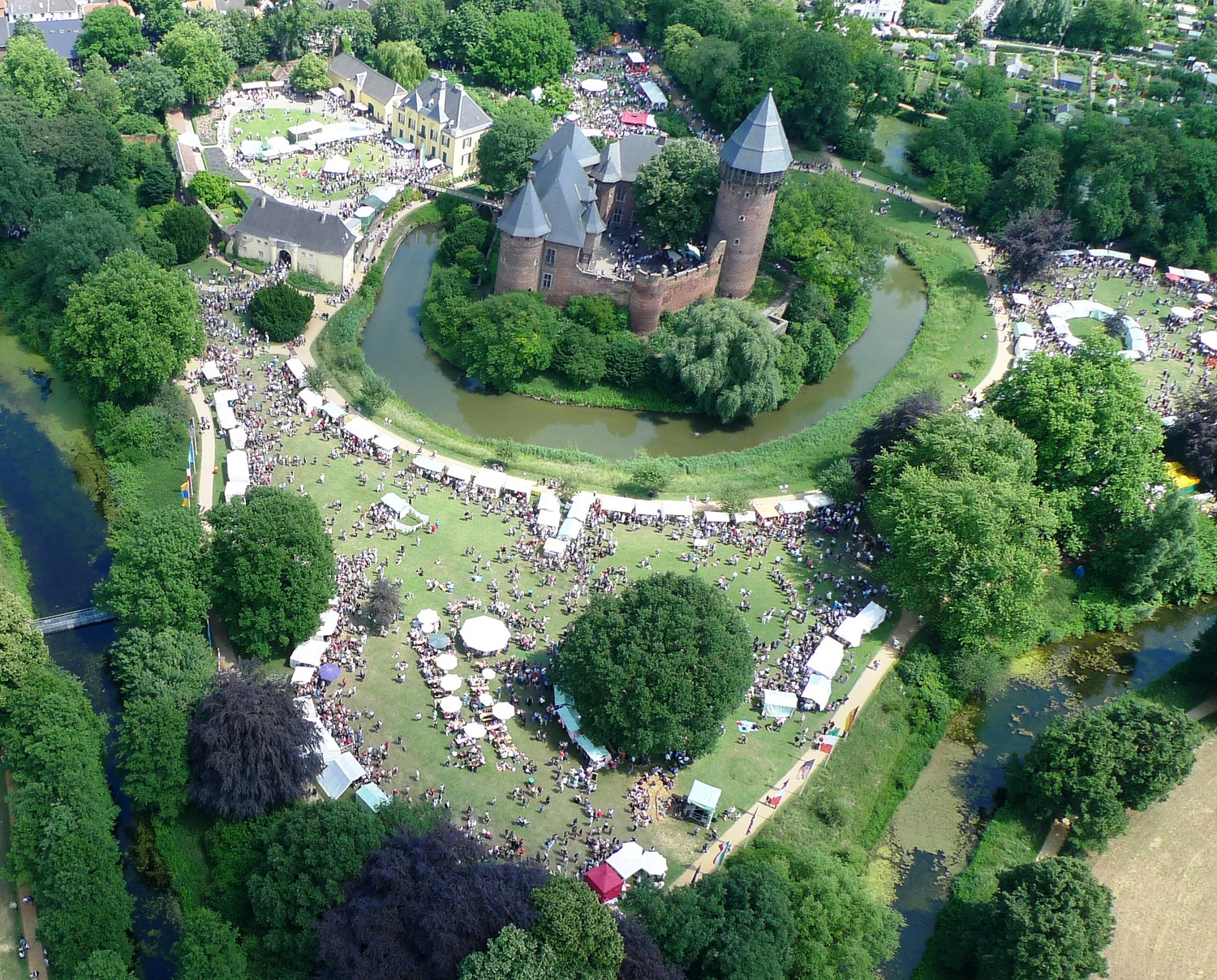
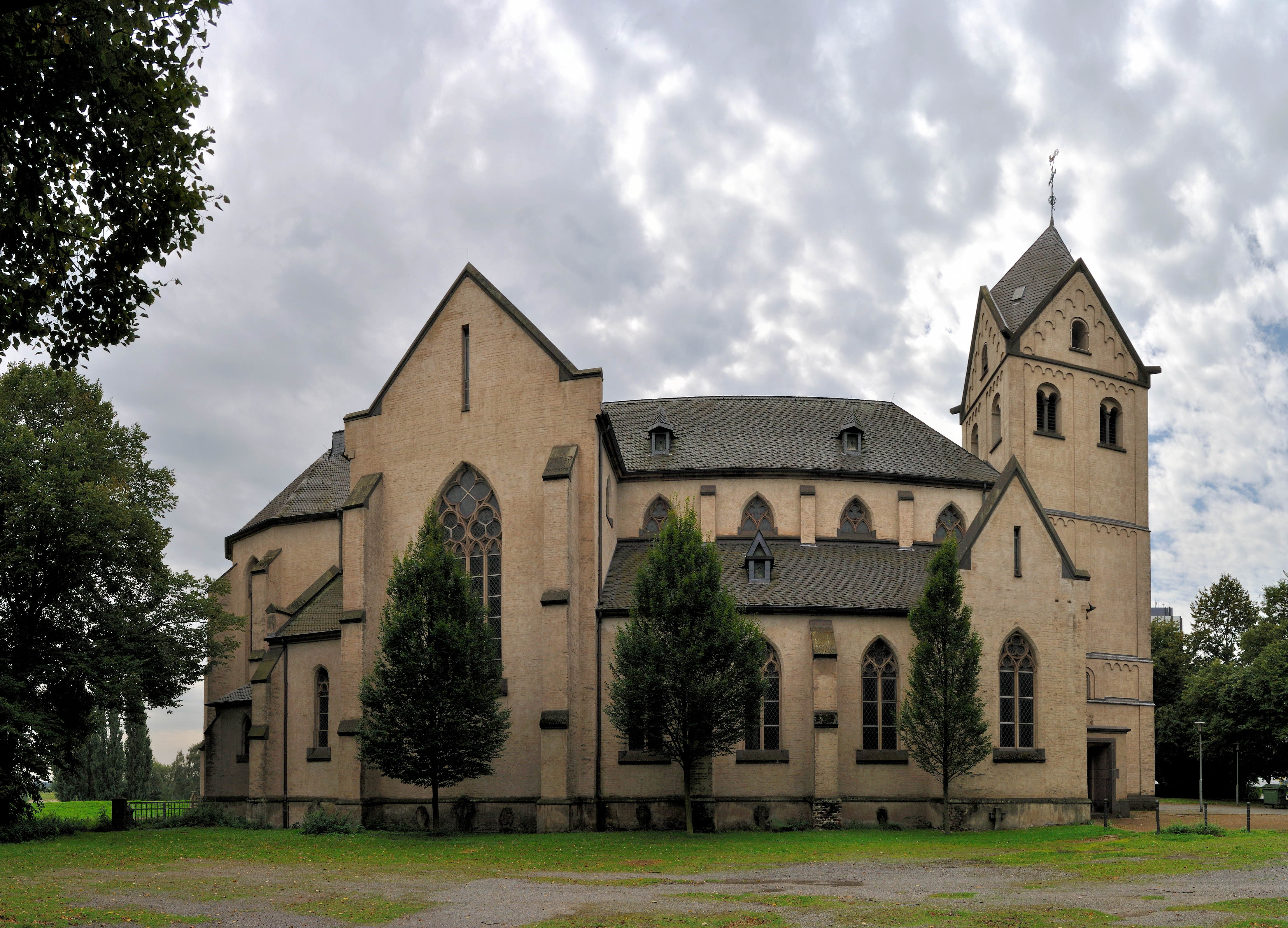
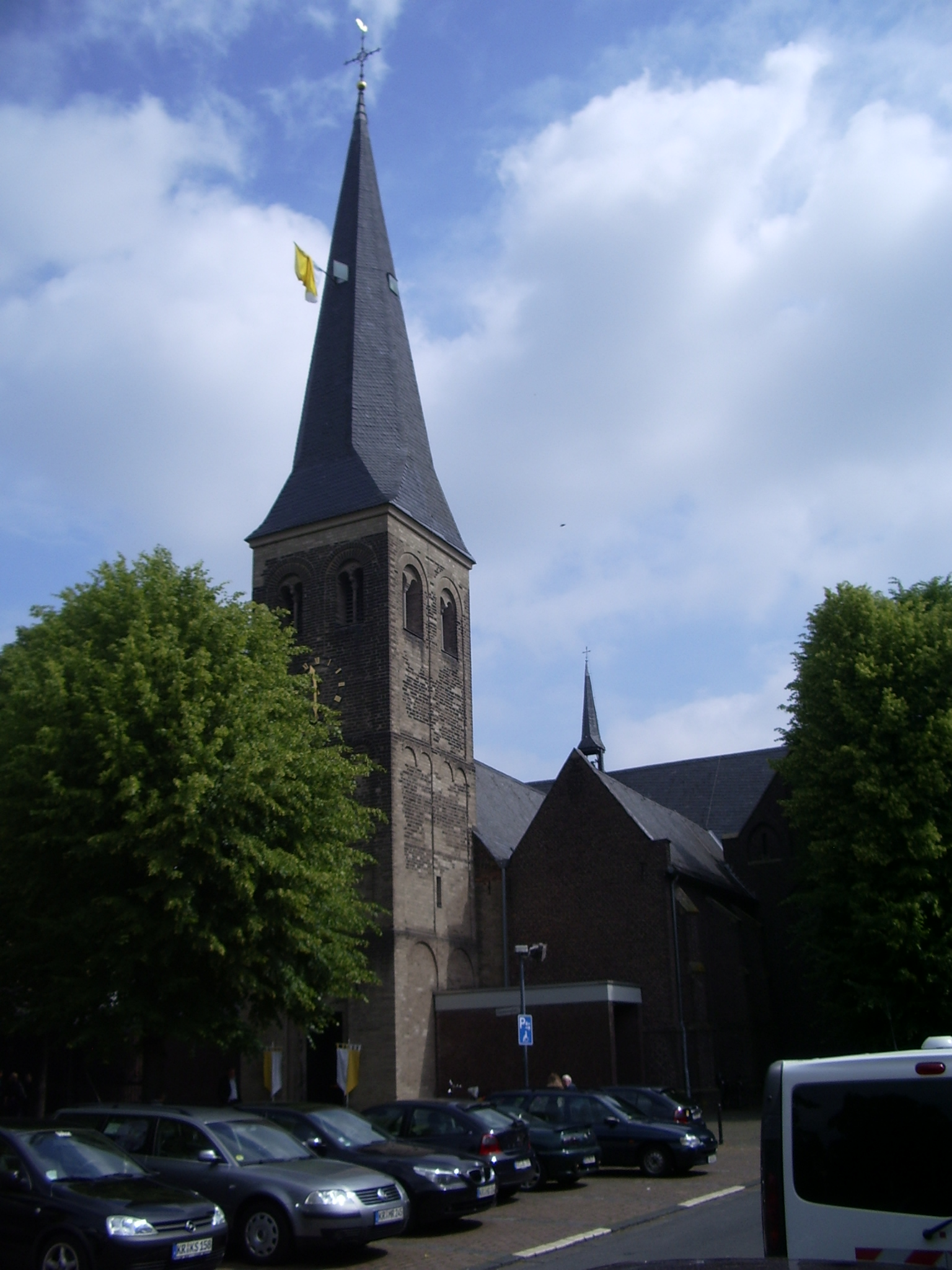
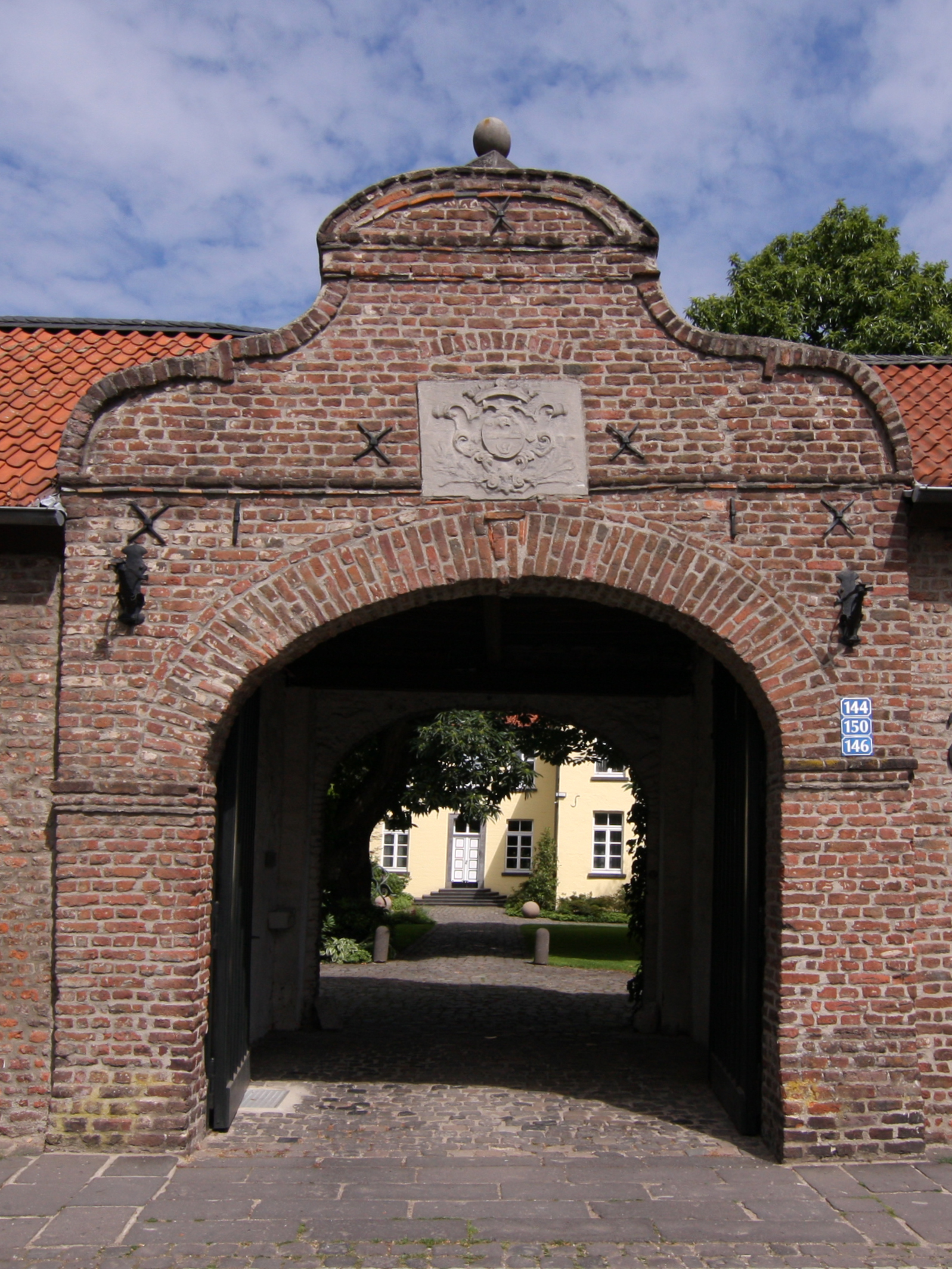
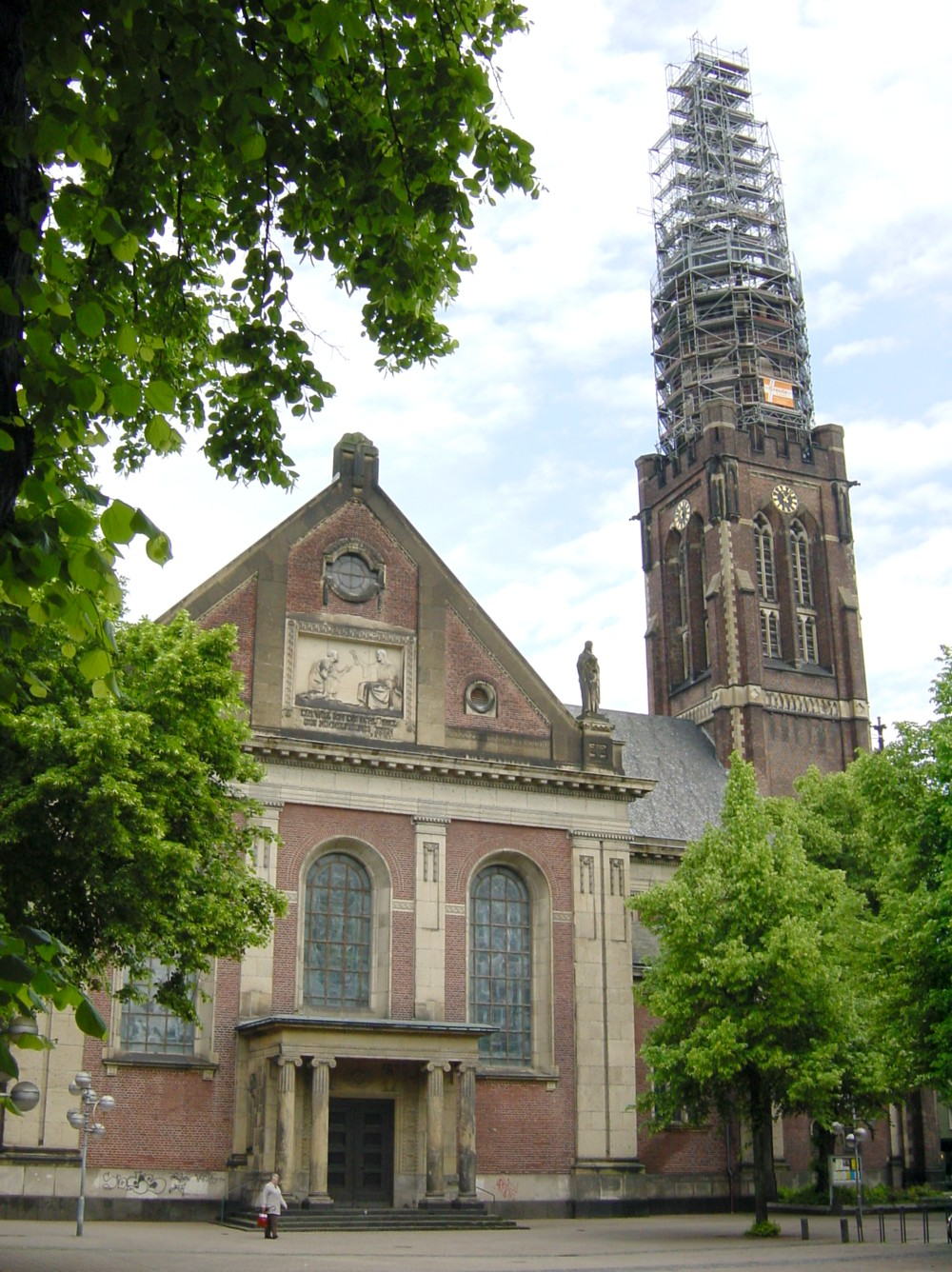
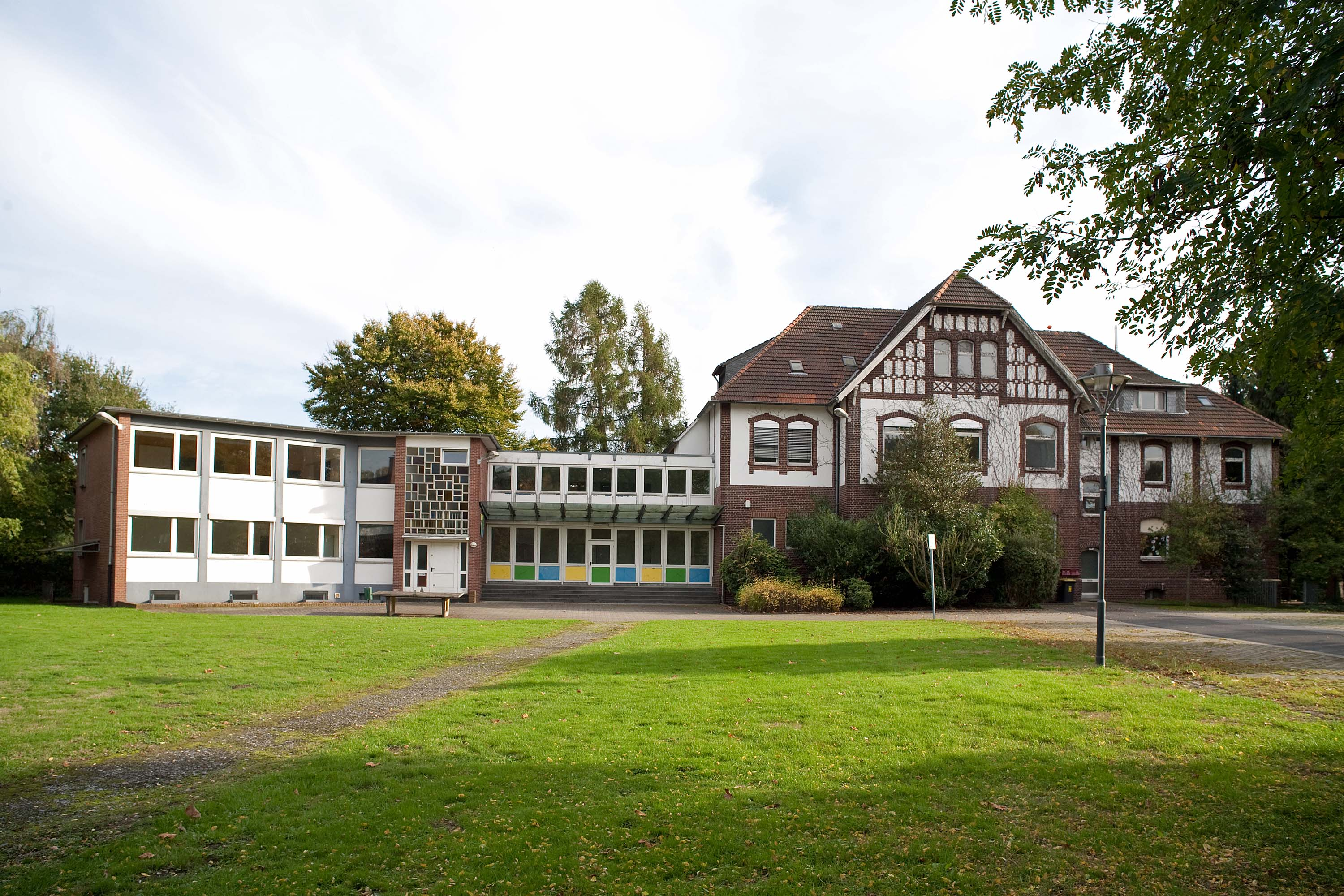
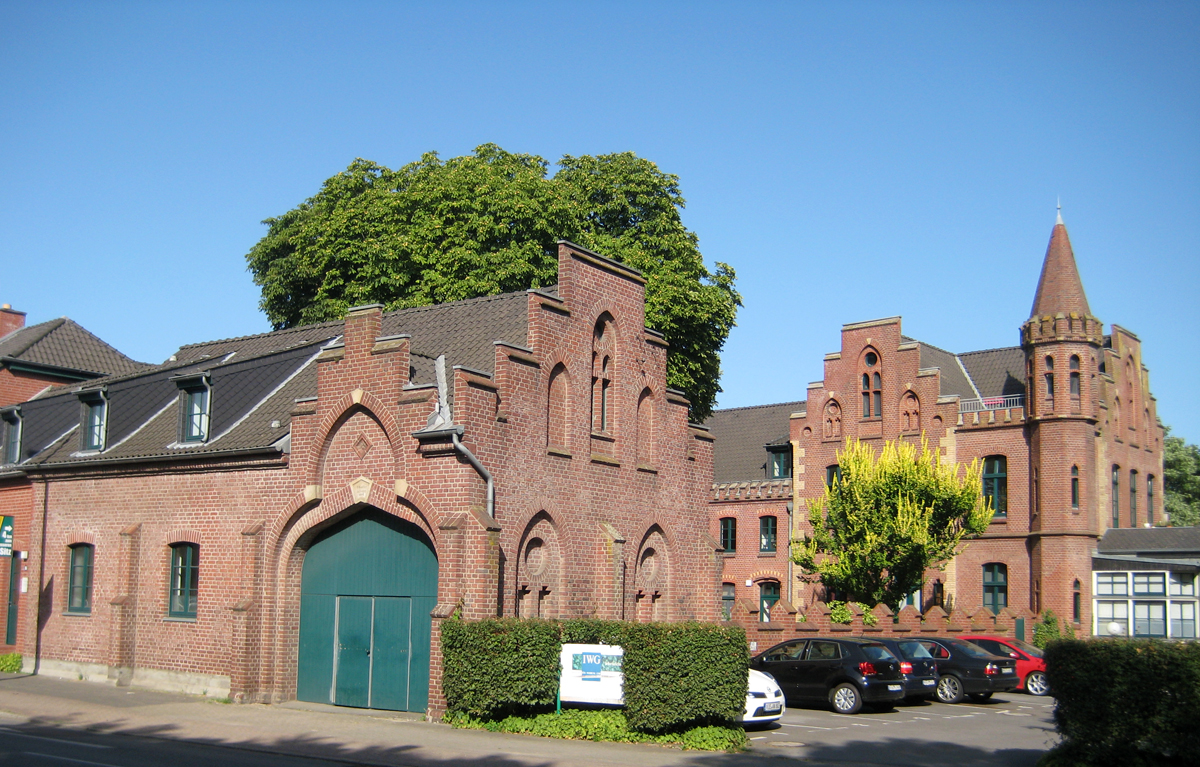
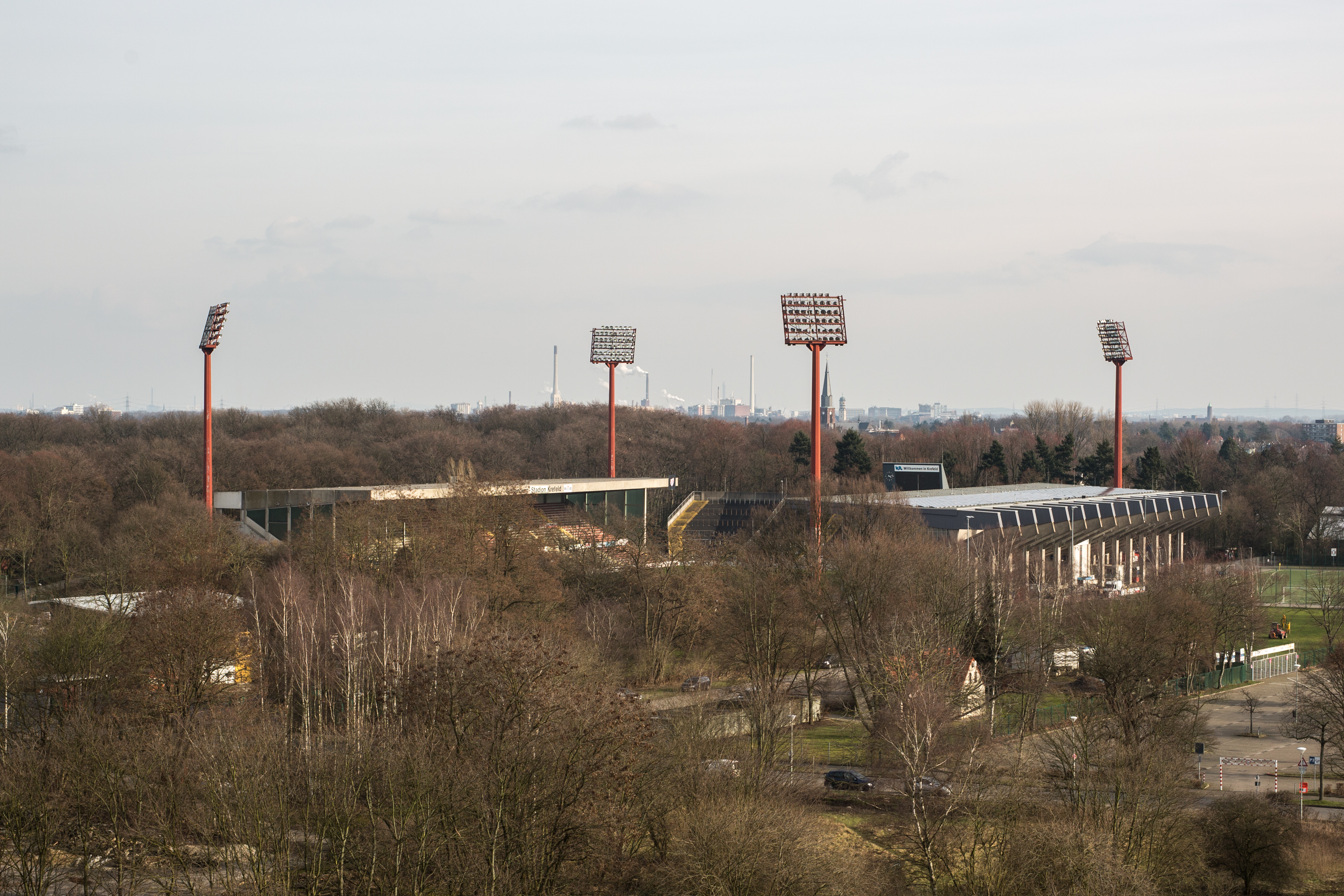
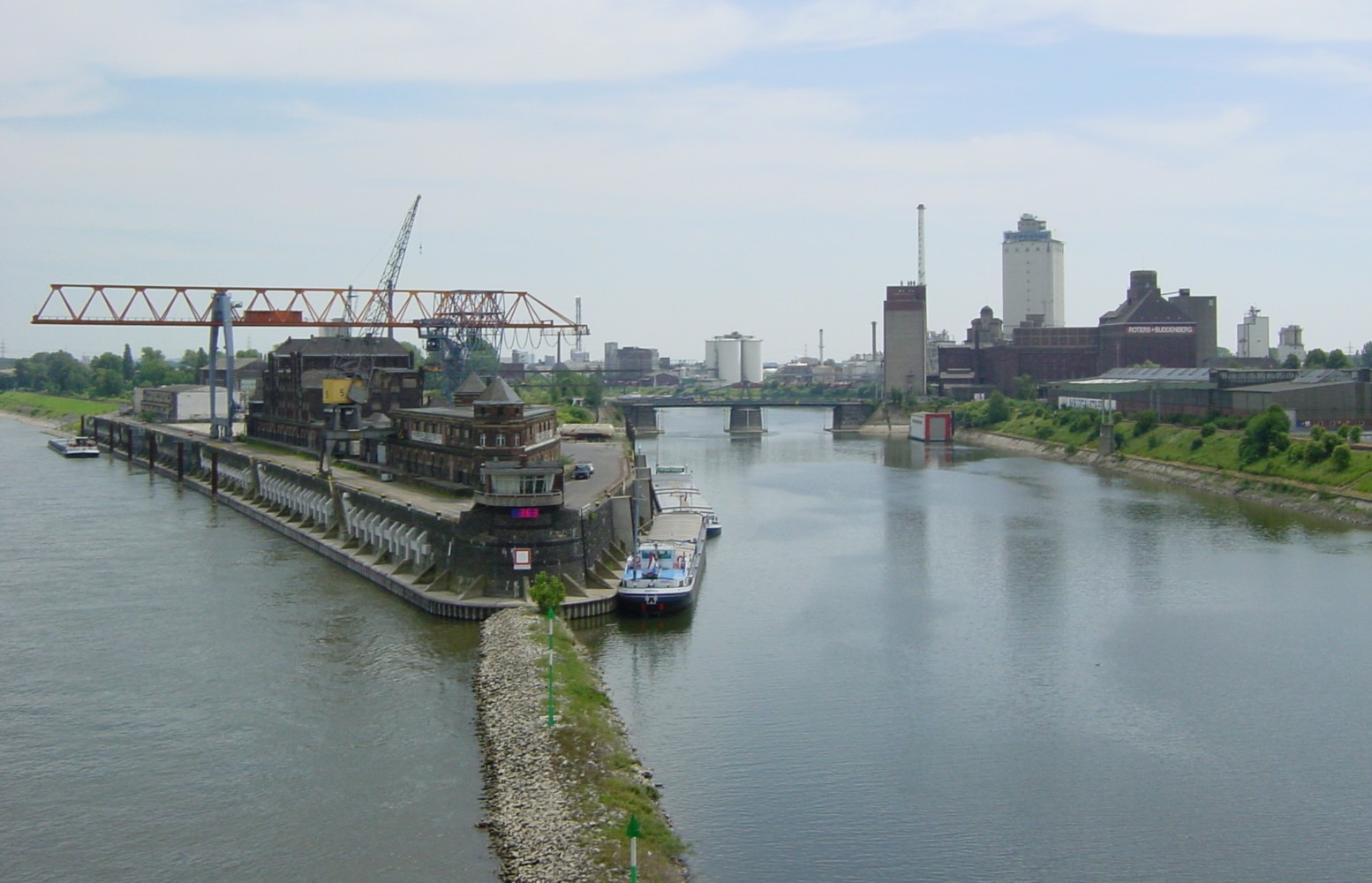
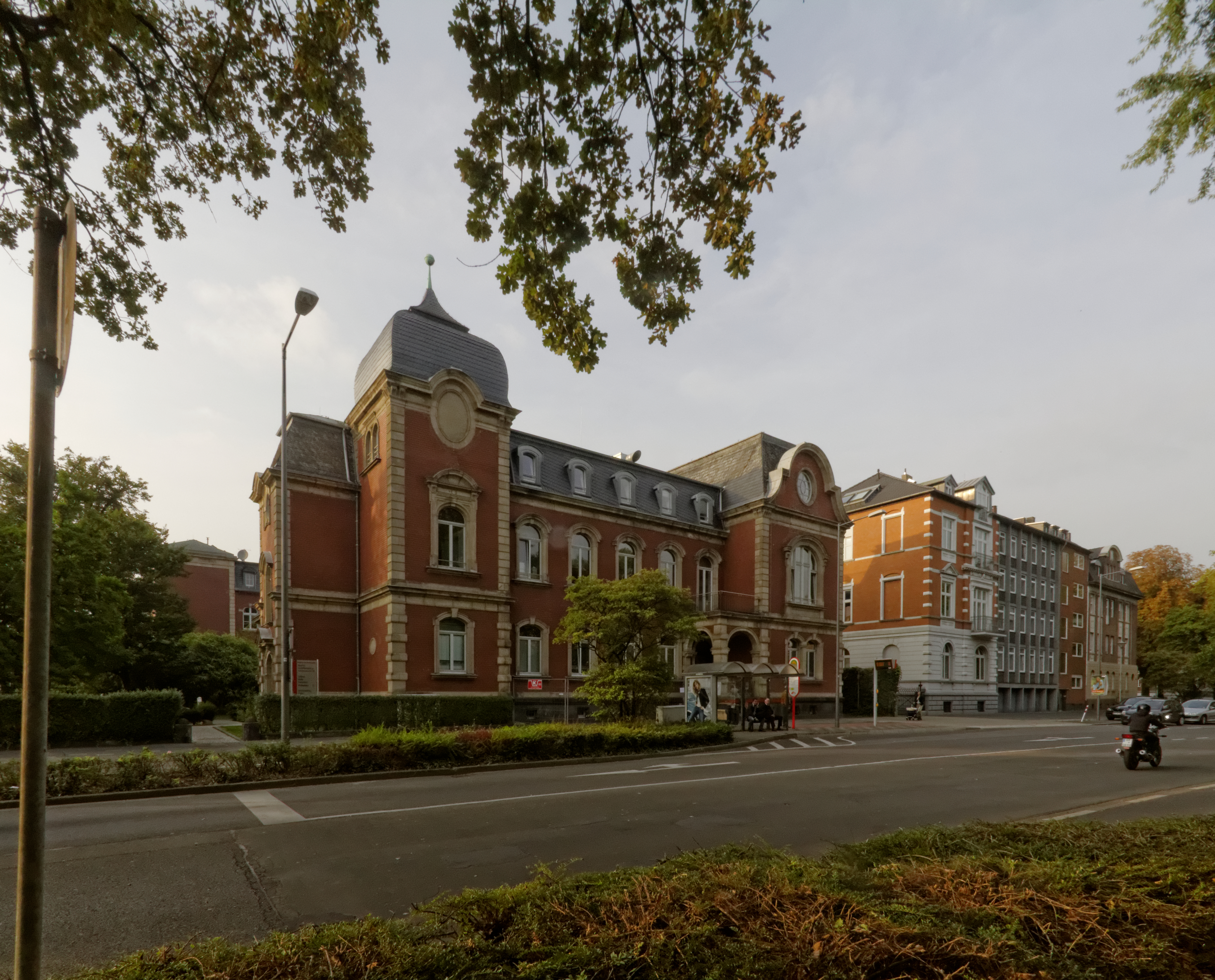
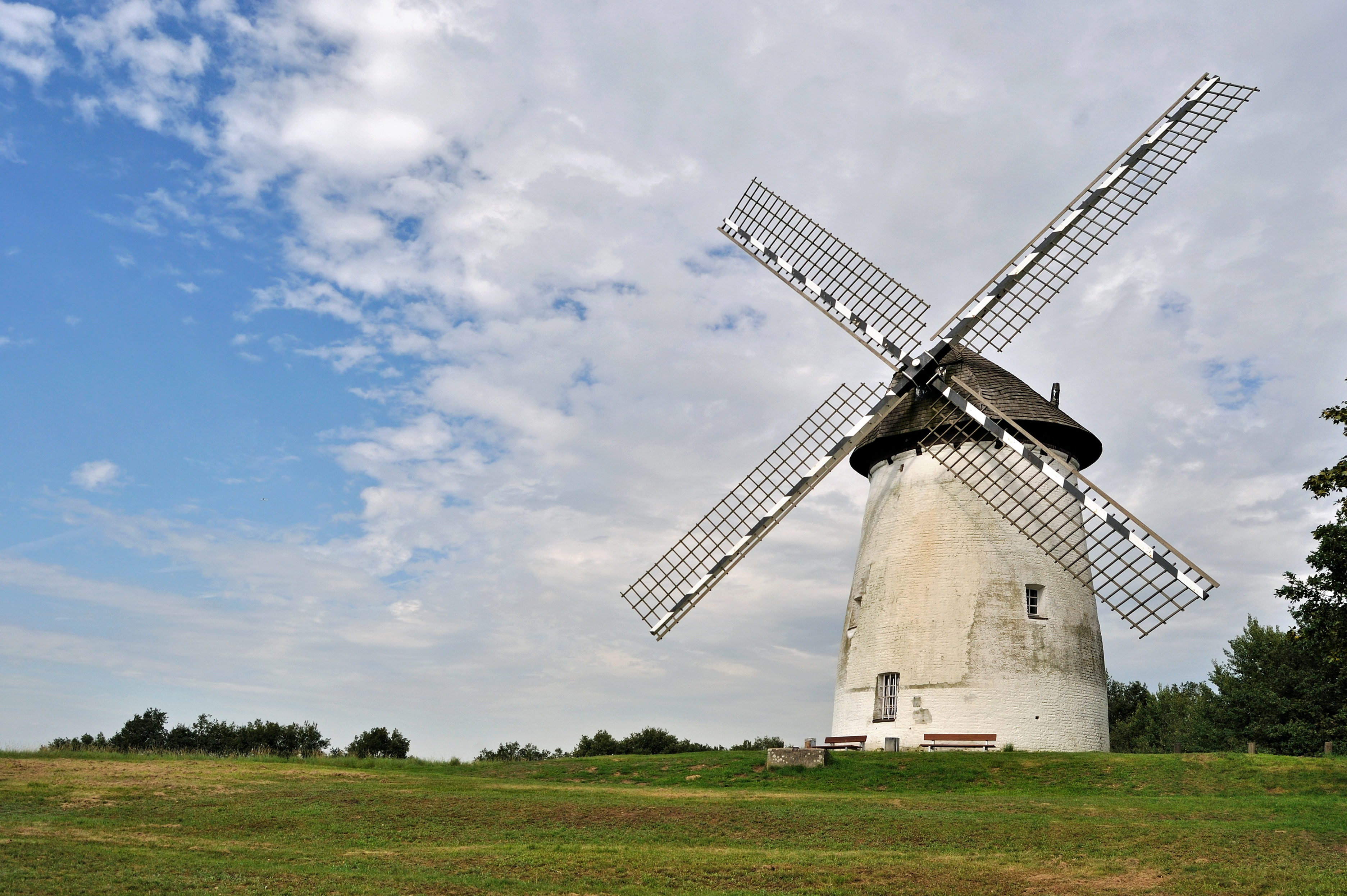
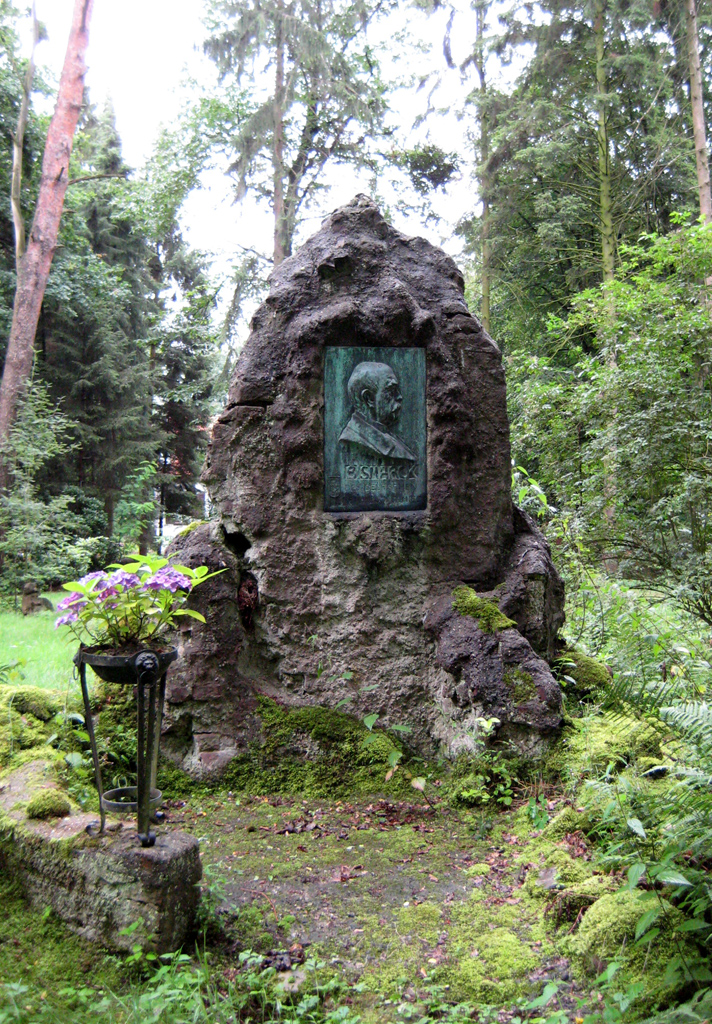
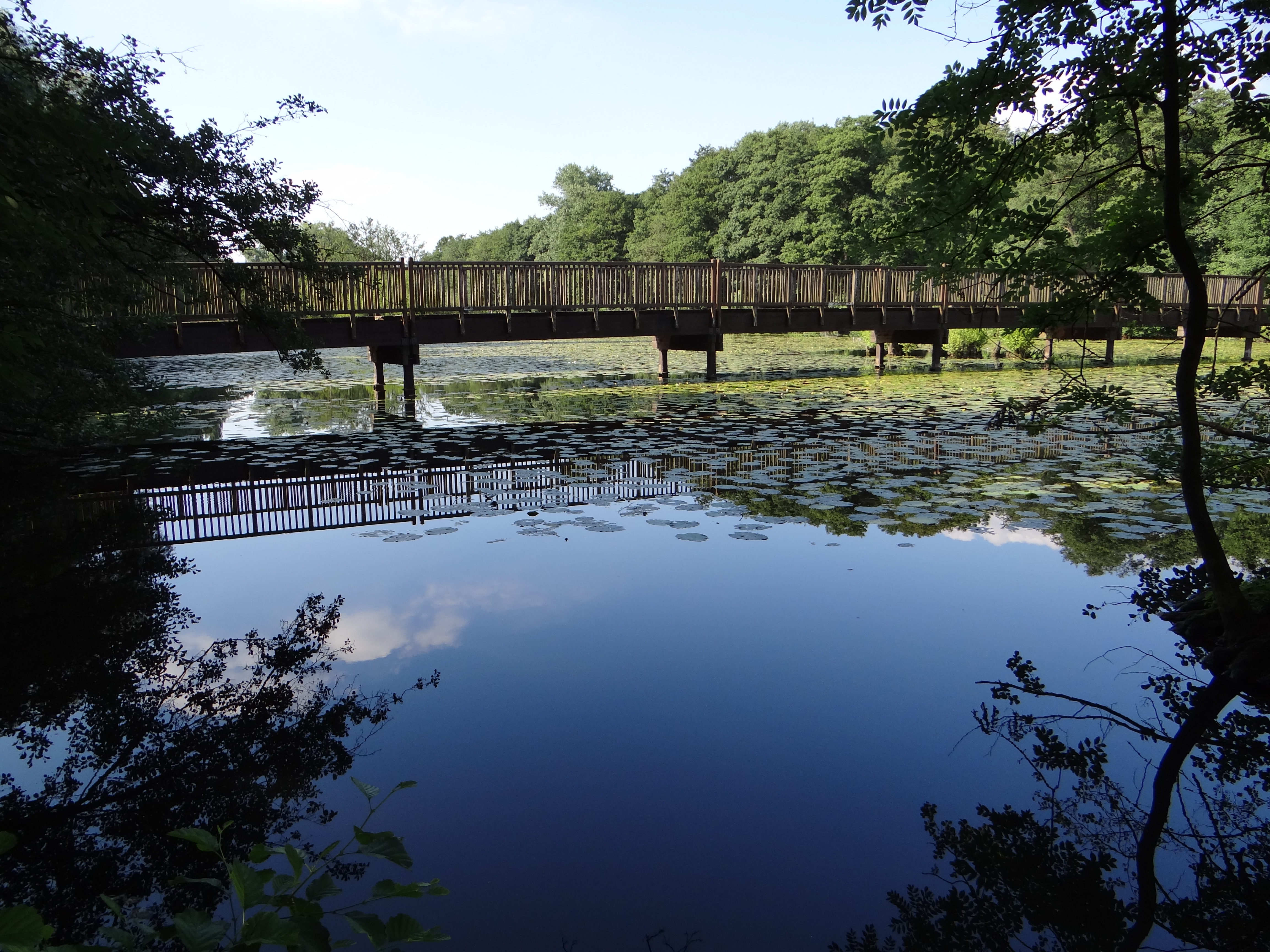
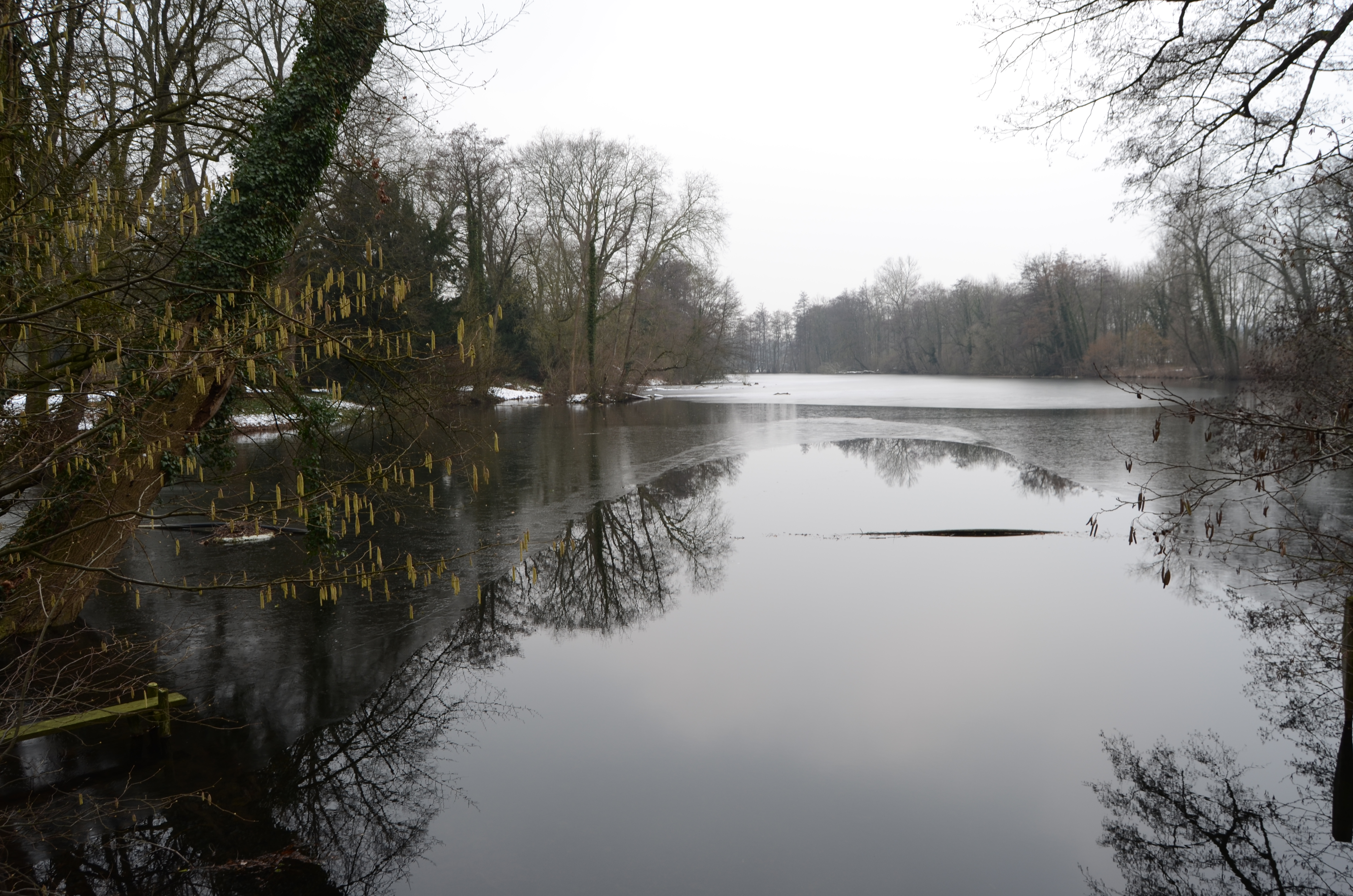
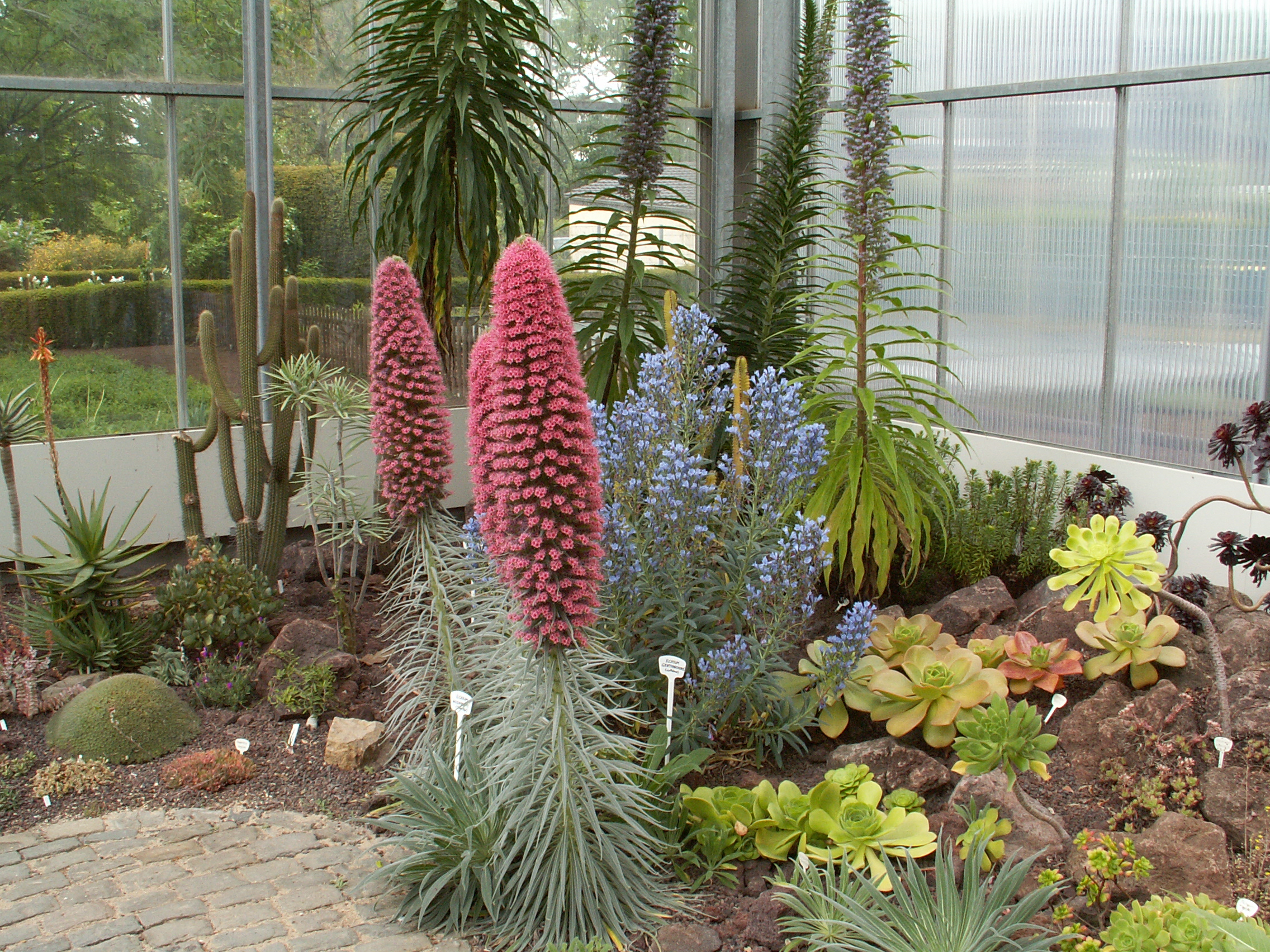

## Testvérvárosok
- Venlo, Hollandia (1964 óta)
- Leicester, Egyesült Királyság, Anglia (1969 óta)
- Dunkerque, Franciaország (1974 óta)
- Leiden, Hollandia (1974 óta)
- Charlotte, Amerikai Egyesült Államok (1986 óta)
- Beeskov, Németország (1990 óta)
- Uljanovszk, Oroszország (1993 óta)
- Kayseri, Törökország (2009 óta)

## A város szülöttei
- Andrea Berg énekesnő
- Felix Knacht mérnök
- Heinrich Campendonk festő
- Leopold Lövenheim matematikus
- Max August Zorn matematikus
- Martin Hyun jégkorongozó
- Juliane Schenk tollaslabdázó